# Olympische Jugend-Sommerspiele 2018/Teilnehmer (Myanmar)
| Gelbes Symbol für Goldmedaillen mit stilisierten Olympischen Ringen | Graues Symbol für Silbermedaillen mit stilisierten Olympischen Ringen | Braundes Symbol für Bronzemedaillen mit stilisierten Olympischen Ringen |
| ------------------------------------------------------------------- | --------------------------------------------------------------------- | ----------------------------------------------------------------------- |
| —                                                                   | —                                                                     | —                                                                       |

Die Jugend-Olympiamannschaft aus Myanmar für die III. Olympischen Jugend-Sommerspiele vom 6. bis 18. Oktober 2018 in Buenos Aires (Argentinien) bestand aus zwei Athleten.

## Athleten nach Sportarten

### Bogenschießen
Mädchen
- Hnin Pyae Sone
Einzel: 6. Platz

### Segeln
Jungen
- Thi Htoo Saw Thaw
Techno 293+: 24. Platz